# TrES-4
TrES-4, auch TrES-4 b genannt, ist ein Exoplanet im Sternbild Herkules und etwa 440 Parsec (ca. 1.400 Lj) von der Erde entfernt. Er besteht hauptsächlich aus Wasserstoff und hat eine äußerst geringe Dichte. TrES-4 kreist um den Stern GSC 02620-00648 mit einer Umlaufzeit von 3,55 Tagen.

## Physikalische Eigenschaften
TrES-4 besitzt den 1,704fachen Durchmesser von Jupiter (das entspricht ca. 244.000 km), besitzt jedoch nur etwa 92 Prozent von dessen Masse (1,75·1027 kg). Seine durchschnittliche Dichte liegt damit bei etwa 0,33 Gramm pro Kubikzentimeter und deutlich unter derjenigen von Jupiter. Durch seine große Nähe zum Zentralgestirn – der Abstand beträgt etwa 7,5 Millionen Kilometer (0,05 AE) – hat der Planet eine Oberflächentemperatur von rund 1.600 Kelvin.

## Theoretisches Problem
TrES-4 stellt ein theoretisches Problem dar. Der Planet ist laut dem Lowell-Observatorium für einen Gasplaneten, gemessen an seiner Masse und Temperatur, viel zu groß. Die Ursache für diesen Umstand ist bisher noch nicht geklärt.